# Fábio Vieira
Fábio Daniel Ferreira Vieira (Santa Maria da Feira, 30 de maio de 2000) é um futebolista português que atua como meio-campista. Atualmente joga pelo Arsenal.

## Carreira

### Início
Nascido na freguesia de Argoncilhe em Santa Maria da Feira e filho do operário de construção civil Carlos e da empregada doméstica Paula, Fábio começou a jogar ainda pequeno nos pátios do Jardim de Infância do Carvalhal, onde estudou dos três aos seis anos, tendo posteriormente entrado para a escola primária do colégio. Fábio já era notado por sua habilidade e liderança no colégio, estando na maioria das vezes organizando os times nas horas livres.
Em meio a isso, entrou no Argoncilhe FC com cerca cinco anos, tendo ido depois para o Feirense com sete onde disputou um Mundialito na Vila Real de Santo Antônio no Algarve em 2008, na qual destacou-se e foi observado por dois clubes, que queriam saber a situação de Fábio para levá-lo. Um desses clubes era o Benfica, mas como Fábio desde pequeno preferia ao Porto ele mesmo recusou o convite benfiquista:
O FC Porto chegou em último lugar, contactou-me e eu não tive a mínima dúvida. Era o clube de que gostava desde pequenino. Lembro-me que o meu pai estava para receber uma chamada de um dirigente de um clube a perguntar se já tinha decidido se ia ou não. Estava para receber a chamada e foi guardar o carro à garagem. Pôs o telemóvel em cima do frigorífico para eu não mexer nele. Disse-me para, caso tocasse o telemóvel, não atender, que era importante. Eu já sabia do que se tratava. Ele foi guardar o carro e o telemóvel tocou. Decidi atender, era o dirigente desse clube, a perguntar se já tinha decidido se ia, se já estava tudo encaminhado. E eu disse: não, não, eu vou para o FC Porto, xau. — Fábio Vieira em entrevista à revista Dragões.

### Porto
Então em 2008, Fábio entrou nas categorias de base do Porto, onde passou pela Escola de Futebol do clube e por todas as categorias com destaque, tendo inclusive sido treinado por sua prima mais velha, Mara Vieira, durante algum tempo. Também teve rápidas passagens pela Escola Dragon Force do Porto entre 2013 e 2014 e em 2014 e 2015 pela Padroense.
Quando estava no Sub-18 do time, Fábio chegou a ter sua dispensa do clube especulada por seu baixo rendimento. Vendo isso, João Brandão, técnico da base do Dragão na época, resolveu dar uma nova chance ao jogador, que agarrou-a e transformou-se no destaque do time no Porto sub-19, tendo participado da campanha do título do Campeonato Nacional de Juniores e no título do Porto na Liga Jovem da UEFA de 2018-19, tendo disputado nove jogos e feito gols importantes, como na final contra o Chelsea, tendo feito o primeiro da vitória por 3–1.

#### 2019–20
Em maio de 2020, foi integrado para treinar o com time principal após estar atuando pelo time B e ter feito nove gols em 26 partidas na temporada. Fábio fez sua estreia pelo Dragão em 10 de junho de 2020 alçado pelo técnico Sérgio Conceição, na vitória de 1–0 sobre o Marítimo na 26.ª rodada da Primeira Liga, entrando aos 72 minutos no lugar de Moussa Marega.
Fez seu primeiro gol com a camisa do Dragão em 9 de julho vitória de 3–1 sobre o Tondela, de pênalti. Em 5 de julho, Vieira fez seu segundo gol pelo Porto na vitória de 4–1 sobre o Belenenses na 30ª rodada da Primeira Liga, também de pênalti. Em 16 de julho, fez sua primeira partida como titular após cinco partidas vindo da reserva na vitória de 2–0 sobre o Sporting na 32ª rodada da Primeira Liga,  vitória que garantiu o título de campeão nacional para o Dragão.

#### 2021–22
Durante a temporada 2021–22 destacou-se bastante por suas assistências, tendo em uma só partida distribuído três na goleada de 5–0 contra o Moreirense em 19 de setembro. Na derrota de 5–1 contra o Liverpool, deu uma assistência para Taremi fazer o único gol do Dragão. Após uma assistência contra o Tondela em 23 de outubro, chegou a cinco passes a gol na temporada. Em 18 de novembro, foi anunciado sua renovação de contrato com o Dragão até 2025.
Em 16 de janeiro, Fábio concedeu mais um hat-trick de assistências na goleada de 4–1 sobre o Belenenses na 16ª rodada, com duas para Evanilson e uma para Tahemi. Após mais uma assistência contra o Famalicão em 23 de janeiro, Vieira chegou a nove passes para gol na temporada. Em 16 de fevereiro, foi mais uma vez importante ao distribuir duas assistências para os dois gols da vitória por 2–0 sobre o Arouca, feitos por Vitinha e Mbemba. Em 13 março, fez o terceiro gol da vitória de 4–0 sobre o Tondela na 26.ª rodada.
Em 4 de abril de 2022, fez dois gols em três minutos na vitória por 3–0 sobre o Santa Clara na 28ª rodada da Primeira Liga, tendo sido a primeira vez que marcou dois gols no time principal. Em 16 de abril, concedeu mais duas assistências na goleada de 7–0 sobre o Portimonense, para o primeiro e quinto gol feitos por Taremi.
Foi um dos destaques na Primeira Liga conquistada pelo Porto, tendo feito 26 partidas, marcado seis gols e distribuido 13 assistências na altura da conquista, tendo sido também o maior contribuinte em termos estatísticos. Para contemplar seu bom mês de abril, foi eleito o melhor meio-campo da Liga com 21,53 % dos votos, ficando na frente de seu colega de equipe Vitinha com 20,14% e de Matheus Nunes, do Sporting, que teve 13,89%, tendo ganhado-o pela primeira vez. Na última rodada da Primeira Liga, deu sua 14ª assistência no torneio ao servir Fernando Andrade para fazer o segundo gol da vitória de 2–0 sobre o Estoril. Terminou a temporada com 39 partidas, sete gols e dezesseis assistências, desempenho esse que despertou especulações de transferência ao Liverpool e Arsenal. Ao todo, Fábio disputou 76 partidas, fez dez gols e distribuiu 18 assistências.

### Arsenal
Em 17 de junho, o Porto anunciou que havia chegado a um acordo com o Arsenal por Vieira, com a transferência ficando em volta de 35 milhões de euros e podendo chega a 40 milhões em caso de cumprimento de metas. Foi anunciado oficialmente pelos Gunners em 21 de junho, assinando por cinco anos e vestindo a camisa 21. Antes de estrear pelo time principal do Arsenal, Fábio foi relacionado a equipe Sub-21 para ser avaliado e fez sua estreia em 18 de agosto de 2022, na vitória por 2–1 sobre o Swansea Sub-21 na Premier League Cup.
Após ser observado pelo técnico Miguel Arteta e ir bem na partida do Sub-21, Fábio foi relacionado e fez sua estreia pelos Gunners em 8 de setembro, na vitória por 2–1 sobre o Zurich na 1ª rodada da fase de grupos da Liga Europa de 2022–23. Fábio atuou por 69 minutos e teve boa participação, tendo participado da jogada do segundo gol feito por Marquinhos. Seu primeiro com a camisa do time inglês foi em 18 de setembro na vitória por 3–0 sobre o Brentford. Em 3 de outubro, deu uma assistência para Rob Holding e fez o último gol na vitória de 3–0 o Bodo/Glimt na 3ª rodada da fase de grupos da Liga Europa.
Contra o Wolverhampton na 16ª rodada, deu uma assistência para Odegaard fazer seu segundo gol na vitória por 2–0 em 12 de novembro. Vieira teve altos e baixos em sua primeira temporada pelos Gunners, não conseguindo ter a mesma regularidade que tinha no Porto. Terminou a  temporada com 33 partidas disputadas, dois gols feitos e seis assistências distribuídas, desempenho considerado baixo devido às expectativas na sua chegada ao clube.

#### 2023–24
Contribuiu para o título da Supercopa da Inglaterra sobre o Manchester City nos pênaltis por 4–1 ao bater a penalidade decisiva, após um empate de 1–1 no tempo normal.

## Seleção Portuguesa

### Sub-18
Fábio foi um dos 23 convocados pelo técnico Felipe Ramos em 6 de junho de 2018 para representar Portugal Sub-18 no Torneio de Lisboa nos dias 13 e 17 do mesmo mês.

### Sub-19
Em 22 maio de 2019, foi um dos 22 convocados para disputar o Torneio de Toulon tendo Portugal ficado em quinto lugar.
Em julho, foi um dos 23 convocados para representar a Seleção Sub-19 na Eurocopa Sub-19 de 2019. Fez o gol de Portugal no empate de 1–1 com a Espanha na 2ª rodada da fase de grupos e ajudou Portugal a chegar na final, porém a seleção lusitana foi derrotada justamente pela Espanha na final por 2–0 e ficou com o vice-campeonato. Apesar do vice-campeonato, foi selecionado para o time do torneio.

### Sub-20
Convocado para a um torneio pelo Sub-20, fez o gol de Portugal no empate de 1–1 com Países Baixos e também marcou um na derrota 4–3 para Itália.

### Sub-21
Foi convocado pela primeira vez à Seleção Portuguesa Sub-21 pelo técnico Rui Jorge em 7 de novembro de 2021, para partidas contra Eslovênia e Noruega válidas pelas rodadas das Eliminatórias para Euro Sub-21.
Esteve na lista dos 23 convocados para a Euro Sub-21 de 2021 em 15 de março, disputado na Hungria e Eslovênia. Na estreia de Portugal em 25 de março, Fábio fez o gol da vitória de 1–0 sobre a Croácia. Apesar do vice-campeonato após derrota de 1–0 para a Alemanha na final, Fábio foi um dos grandes destaques do torneio e de Portugal, tendo participado de todos os seis jogos, foi eleito o melhor jogador da competição e para seleção do torneio. Fez um dos gols da maior goleada aplicada pelo Sub-21, 11–0 sobre Liechtenstein em 7 de outubro de 2021.
Em 11 de novembro de 2022, foi um dos convocados para dois jogos preparatórios contra República Checa e Japão, nos dias 18 e 22 de novembro, respectivamente.
Em 14 de junho, Vieira foi um dos convocados para representar as Quinas no Campeonato Europeu de Futebol Sub-21 de 2023. Porém acabou lesionando-se três dias antes de iniciar o torneio e foi cortado, sendo chamado Diego Moreira para o seu lugar.

## Estatísticas
Atualizadas até 6 de agosto de 2023.[carece de fontes?]

### Clubes
| Equipe            | Temporada         | Campeonato nacional | Campeonato nacional | Campeonato nacional | Copa nacional[a] | Copa nacional[a] | Copa nacional[a] | Competições continentais[b] | Competições continentais[b] | Competições continentais[b] | Outros torneios[c] | Outros torneios[c] | Outros torneios[c] | Total | Total | Total   |
| Equipe            | Temporada         | Jogos               | Gols                | Assist.             | Jogos            | Gols             | Assist.          | Jogos                       | Gols                        | Assist.                     | Jogos              | Gols               | Assist.            | Jogos | Gols  | Assist. |
| ----------------- | ----------------- | ------------------- | ------------------- | ------------------- | ---------------- | ---------------- | ---------------- | --------------------------- | --------------------------- | --------------------------- | ------------------ | ------------------ | ------------------ | ----- | ----- | ------- |
| Porto B           | 2019–20           | 23                  | 7                   | 3                   | —                | —                | —                | —                           | —                           | —                           | —                  | —                  | —                  | 23    | 7     | 3       |
| Porto B           | 2020–21           | 4                   | 2                   | 1                   | —                | —                | —                | —                           | —                           | —                           | —                  | —                  | —                  | 4     | 2     | 1       |
| Porto B           | Total             | 27                  | 9                   | 4                   | 0                | 0                | 0                | 0                           | 0                           | 0                           | 0                  | 0                  | 0                  | 27    | 9     | 4       |
| Porto             | 2019–20           | 8                   | 2                   | 1                   | 0                | 0                | 0                | —                           | —                           | —                           | —                  | —                  | —                  | 8     | 2     | 1       |
| Porto             | 2020–21           | 19                  | 1                   | 1                   | 4                | 1                | 0                | 6                           | 0                           | 0                           | —                  | —                  | —                  | 29    | 1     | 1       |
| Porto             | 2021–22           | 27                  | 6                   | 14                  | 7                | 1                | 0                | 5                           | 0                           | 2                           | —                  | —                  | —                  | 39    | 7     | 16      |
| Porto             | Total             | 55                  | 9                   | 16                  | 11               | 2                | 0                | 11                          | 0                           | 2                           | 0                  | 0                  | 0                  | 76    | 10    | 18      |
| Arsenal           | 2022–23           | 22                  | 1                   | 2                   | 3                | 0                | 2                | 8                           | 1                           | 2                           | —                  | —                  | —                  | 33    | 2     | 6       |
| Arsenal           | 2023–24           | 0                   | 0                   | 0                   | 0                | 0                | 0                | 0                           | 0                           | 0                           | 1                  | 0                  | 0                  | 1     | 0     | 0       |
| Arsenal           | Total             | 22                  | 1                   | 2                   | 3                | 0                | 2                | 8                           | 1                           | 2                           | 1                  | 0                  | 0                  | 34    | 2     | 6       |
| Total na carreira | Total na carreira | 103                 | 19                  | 22                  | 14               | 2                | 2                | 19                          | 1                           | 4                           | 1                  | 0                  | 0                  | 102   | 21    | 22      |

- a. ^ Jogos da Taça da Liga e Taça de Portugal
- b. ^ Jogos da Liga dos Campeões da UEFA e Liga Europa da UEFA
- c. ^ Jogos da Supercopa da Inglaterra

### Seleção Portuguesa
Atualizadas até dia 15 de maio de 2022.

#### Sub-18
| Ano   |       |      |         |
| Ano   | Jogos | Gols | Assist. |
| ----- | ----- | ---- | ------- |
| 2018  | 2     | 0    | 0       |
| Total | 2     | 0    | 0       |

#### Sub-19
| Ano   |       |      |         |
| Ano   | Jogos | Gols | Assist. |
| ----- | ----- | ---- | ------- |
| 2021  | 9     | 1    | 1       |
| Total | 9     | 1    | 1       |

#### Sub-20
| Ano   |       |      |         |
| Ano   | Jogos | Gols | Assist. |
| ----- | ----- | ---- | ------- |
| 2020  | 4     | 2    | 1       |
| Total | 4     | 2    | 1       |

#### Sub-21
| Ano   |       |      |         |
| Ano   | Jogos | Gols | Assist. |
| ----- | ----- | ---- | ------- |
| 2019  | 2     | 2    | 0       |
| 2020  | 5     | 3    | 1       |
| 2021  | 11    | 5    | 2       |
| 2022  | 5     | 4    | 3       |
| 2023  | 2     | 0    | 0       |
| Total | 25    | 14   | 6       |

## Títulos

### Base

#### Porto Sub-19
- Nacional de Juniores: 2018–19
- Liga Jovem da UEFA: 2018–19

### Profissional

#### Porto
- Primeira Liga: 2019–20, 2021–22
- Taça de Portugal: 2021–22

#### Arsenal
- Supercopa da Inglaterra: 2023

### Prêmios individuais
- Seleção da Eurocopa Sub-21 de 2021
- Melhor jogador da Eurocopa Sub-21 de 2021
- Melhor meio-campista da Primeira Liga de 2021–22: Abril de 2022